# Ростоцкий, Андрей Станиславович
Андре́й Станисла́вович Росто́цкий (25 января 1957, Москва, СССР — 5 мая 2002, Сочи, Краснодарский край, Россия) — советский и российский киноактёр, кинорежиссёр, сценарист, каскадёр, постановщик трюков, телеведущий; заслуженный артист РСФСР (1991), лауреат премии Ленинского комсомола (1982). Сын кинорежиссёра Станислава Ростоцкого и актрисы Нины Меньшиковой.

## Биография
Андрей Ростоцкий родился 25 января 1957 года в Москве в семье кинорежиссёра Станислава Иосифовича Ростоцкого и актрисы Нины Евгеньевны Меньшиковой. Окончил английскую спецшколу № 64 (сейчас № 1284). В школе получил кличку «Бешеный», так как, несмотря на маленький рост, мог вступить в схватку с любым обидчиком.
В 1974 году, продолжая учёбу в десятом классе, поступил вольнослушателем ВГИКа в актёрскую мастерскую С. Ф. Бондарчука. Окончив школу, продолжил стационарное обучение на актёрском отделении ВГИКа, тогда же впервые снялся в кино в фильме «Это мы не проходили». Не прерывая обучения в институте, активно снимался, пропускал занятия, за что был представлен к отчислению. Спас Ростоцкого приз, полученный им на ВГИКовском фестивале за сыгранную роль Мити Красикова.
В фильме Сергея Бондарчука «Они сражались за Родину» исполнил свой первый трюк (его герой погибает под танком), до сих пор этот трюк никто не повторил.
Служил в Советской армии (1978—1980). Военную службу проходил в Отдельном кавалерийском полку на коне по кличке «Рекорд», с которым выиграл полковые соревнования, посвящённые Дню Победы. С этим конём Андрей снимался в фильме «Конец императора тайги». Во время службы в армии Ростоцкий снялся в фильме «Эскадрон гусар летучих» в роли Дениса Давыдова. В этом фильме актёр снимался бесплатно, так как был приписан к съёмкам рядовым кавалерийского полка.
Андрей Ростоцкий — русский Жерар Филип.Кристиан-Жак, французский кинорежиссёр
В 1983 году выходит фильм «Непобедимый», в котором Ростоцкий играет роль красноармейца Андрея Хромова, ведомого идеей создания нового вида борьбы — «самообороны без оружия». Режиссёром фильма выступил Юрий Борецкий. Популярность фильма в прокате (фильм посмотрело 29 млн зрителей) способствовала росту популярности самбо в СССР.
Неоднократно играл роль Николая II, на которую его приглашали из-за большого внешнего сходства.
В 1994 году организовал кинокомпанию «Дар» (Друзья Андрея Ростоцкого) для съёмок фильма о Древней Руси — «Тмутаракань». Начал преподавать сценический бой и фехтование в Московском коммерческом институте современного искусства. С 1995 года участвовал в создании историко-публицистических передач о русской и российской армиях. В 1995—1996 годах был главным режиссёром передач «Аты-баты…», с 1997 года — инструктор школы выживания Vitalis, а также заместитель генерального директора Фонда русских экспедиций и путешествий.
В 1998 году вместе с основателем компании Vitalis Виталием Сундаковым провёл экспедицию «В поисках следов киммерийской цивилизации» по крымским пещерам (о чём кинокомпанией НТВ был снят фильм «Страна Конана-варвара») и пересёк на автомобиле США «из угла в угол» (Нью-Йорк — Техас — Сан-Франциско). С 1998 года — ведущий военно-исторического журнала «Вижу цель» (телеканал «Культура»). В том же году победил на скачках на приз имени Венедикта Ерофеева на Центральном московском ипподроме (дистанция 400 метров).
В 2000 году начал преподавание актёрского мастерства в Московском коммерческом институте современного искусства. С февраля 2001 года был ведущим программы «Служу России» (телеканал ОРТ). С 2001 года стал главным режиссёром конного театра «Каскадёр».
Специалист по сценическому фехтованию историческим оружием. Кандидат в мастера спорта по конному троеборью. Член жюри Московского международного фестиваля каскадёров «Прометей-2000», председатель Оргкомитета фестиваля «Золотой клык», член Союза кинематографистов России. Заядлый охотник и рыбак. Выступал на соревнованиях по рыбной ловле за команду «Спартак». Владел ремеслом столяра-краснодеревщика: домашняя мебель, курительные трубки и мундштуки.

### Гибель

Могила Андрея Ростоцкого на Ваганьковском кладбище

Погиб 5 мая 2002 года, в возрасте 45 лет, сорвавшись с 30-метровой высоты со скалы у водопада Девичьи Слёзы — Ростоцкий выбирал места съёмок в гористой части окрестностей Сочи для телесериала «Моя граница».
Похоронен 8 мая 2002 года в Москве на Ваганьковском кладбище.
В 2003 году для реализации незавершённых проектов Андрея Ростоцкого друзьями был создан «Фонд Ростоцких».

## Личная жизнь
Первая жена (с 1980) — актриса Марина Яковлева, с которой он познакомился на съёмках фильма «Эскадрон гусар летучих». Развелись через три года.
Вторая жена — Марианна Ростоцкая, преподаватель ВГИКа, доцент, кандидат искусствоведения, член Союза кинематографистов России. Президент Мемориального фонда культурного и творческого наследия С. И. и А. С. Ростоцких. Марианна и семья Ростоцких были соседями (жили в одном подъезде). Дочь Ольга (род. 15 июля 1989).

## Признание и награды
- 1979 — Лауреат Всесоюзного кинофестиваля в номинации «Премии среди детских фильмов» за фильм «Конец императора тайги»
- 1982 — премия Ленинского комсомола — за «высокое исполнительское мастерство в фильмах последних лет»
- 1991 — заслуженный артист РСФСР
- медаль «В память 850-летия Москвы»
- Почётный кинематографист России
- премия КГБ СССР
- премия МВД СССР
  - неоднократно
- Серебряная медаль имени А. П. Довженко
- Почётный знак ЦК ВЛКСМ «Трудовая доблесть»

## Фильмография

### Актёрские работы
| Год  |   | Название                                   | Роль                                                    |
| ---- | - | ------------------------------------------ | ------------------------------------------------------- |
| 1975 | ф | Это мы не проходили                        | Митя Красиков                                           |
| 1975 | ф | На край света…                             | строитель-верхолаз Владимир Пальчиков                   |
| 1975 | ф | Они сражались за Родину                    | ефрейтор Кочетыгов                                      |
| 1975 | ф | В ожидании чуда                            | Никита                                                  |
| 1976 | ф | Дни Турбиных                               | Николай Турбин                                          |
| 1977 | ф | Запасной аэродром                          | Митя Соловьёв                                           |
| 1978 | ф | Конец императора тайги                     | Аркадий Голиков                                         |
| 1978 | ф | Особых примет нет (СССР, Польша, ГДР)      | Иван Каляев                                             |
| 1980 | ф | Серебряные озёра                           | Сергей Ковалёв                                          |
| 1980 | ф | От Буга до Вислы                           | Платов                                                  |
| 1980 | ф | Эскадрон гусар летучих                     | Денис Давыдов                                           |
| 1981 | ф | Правда лейтенанта Климова                  | Павел Сергеевич Климов                                  |
| 1981 | ф | Остаюсь с вами                             | Аркадий Гайдар в молодости                              |
| 1981 | ф | Василий и Василиса                         | Пётр (взрослый)                                         |
| 1982 | ф | Владивосток, год 1918                      | Сибирцев                                                |
| 1982 | ф | Свадебный подарок                          | Андрей                                                  |
| 1982 | ф | Подснежники и эдельвейсы                   | Гаевой                                                  |
| 1983 | ф | Непобедимый                                | Андрей Хромов                                           |
| 1983 | ф | Петля                                      | Павел Постников                                         |
| 1984 | ф | Первая конная                              | Олеко Дундич                                            |
| 1984 | ф | Макар-следопыт                             | Мячик                                                   |
| 1985 | ф | Внимание! Всем постам…                     | милиционер Виктор Кольцов                               |
| 1985 | ф | И на камнях растут деревья                 | викинг (эпизод)                                         |
| 1985 | ф | Господин гимназист                         | поручик Губенко                                         |
| 1986 | ф | Прорыв                                     | Дмитрий Мартынов                                        |
| 1986 | ф | Перехват                                   | мичман Бахтеев                                          |
| 1986 | ф | Где ваш сын?                               | милиционер Виктор Кольцов                               |
| 1986 | ф | Бармен из «Золотого якоря»                 | Андрей Корецкий                                         |
| 1987 | ф | В Крыму не всегда лето                     | Карельцев                                               |
| 1987 | ф | Николай Подвойский (страницы жизни)        | эсер Иван Каляев                                        |
| 1987 | ф | Лето на память                             | отец Светы                                              |
| 1989 | ф | Наследница Ники                            | Григорий Головин                                        |
| 1989 | ф | Мать                                       | Николай II                                              |
| 1989 | ф | Свой крест                                 | Николай II                                              |
| 1989 | ф | Европа танцевала вальс (Чехия)             | Николай II                                              |
| 1990 | ф | Очарованный странник                       | князь                                                   |
| 1992 | ф | Мужская компания                           | полковник                                               |
| 1993 | ф | Сны                                        | Николай II                                              |
| 1993 | ф | Раскол                                     | Николай II                                              |
| 1994 | ф | Графиня Шереметева                         | граф Николай Петрович Шереметев                         |
| 1995 | с | Дом                                        | Кулибин                                                 |
| 1996 | ф | Тот, кто нежнее                            | убийца Рамазан                                          |
| 1997 | ф | Чёрный океан                               | Галактионов, командир подводной лодки                   |
| 2000 | ф | Спасатели. Затмение                        | Максим Марков, командир группы                          |
| 2001 | с | Дальнобойщики                              | мэр города                                              |
| 2001 | ф | Жизнь и смерть Петра Аркадьевича Столыпина | Николай II                                              |
| 2001 | ф | Фаталисты                                  | Дион                                                    |
| 2002 | с | Дронго                                     | Цапля (последняя роль в кино, озвучил Владислав Галкин) |
| 2007 | ф | Вальс на прощание                          | отец Шурика                                             |

### Режиссёрские работы
| Год  |   | Название                                      | Роль     |
| ---- | - | --------------------------------------------- | -------- |
| 1990 | ф | Зверобой (по Фенимору Куперу)                 | режиссёр |
| 1992 | ф | Мужская компания                              | режиссёр |
| 2002 | с | Моя граница (фильм завершён Иваном Солововым) | режиссёр |

### Сценарные работы
| Год  |   | Название         | Роль      |
| ---- | - | ---------------- | --------- |
| 1992 | ф | Мужская компания | сценарист |

## Работы на телевидении
Ведущий телепрограмм:
- 1995—1996 — «Аты-баты» (телеканал РТР)
- 1998 — «Мир рыболова»
- 1998 — «Военно-исторический журнал „Вижу цель“» (телеканал Культура)
- 2000 — «Моя война» (телефильм, 120 серий, телеканал ТВЦ)
- 2001 — «Служу России» (телеканал ОРТ).